# Le Mans Series 2009

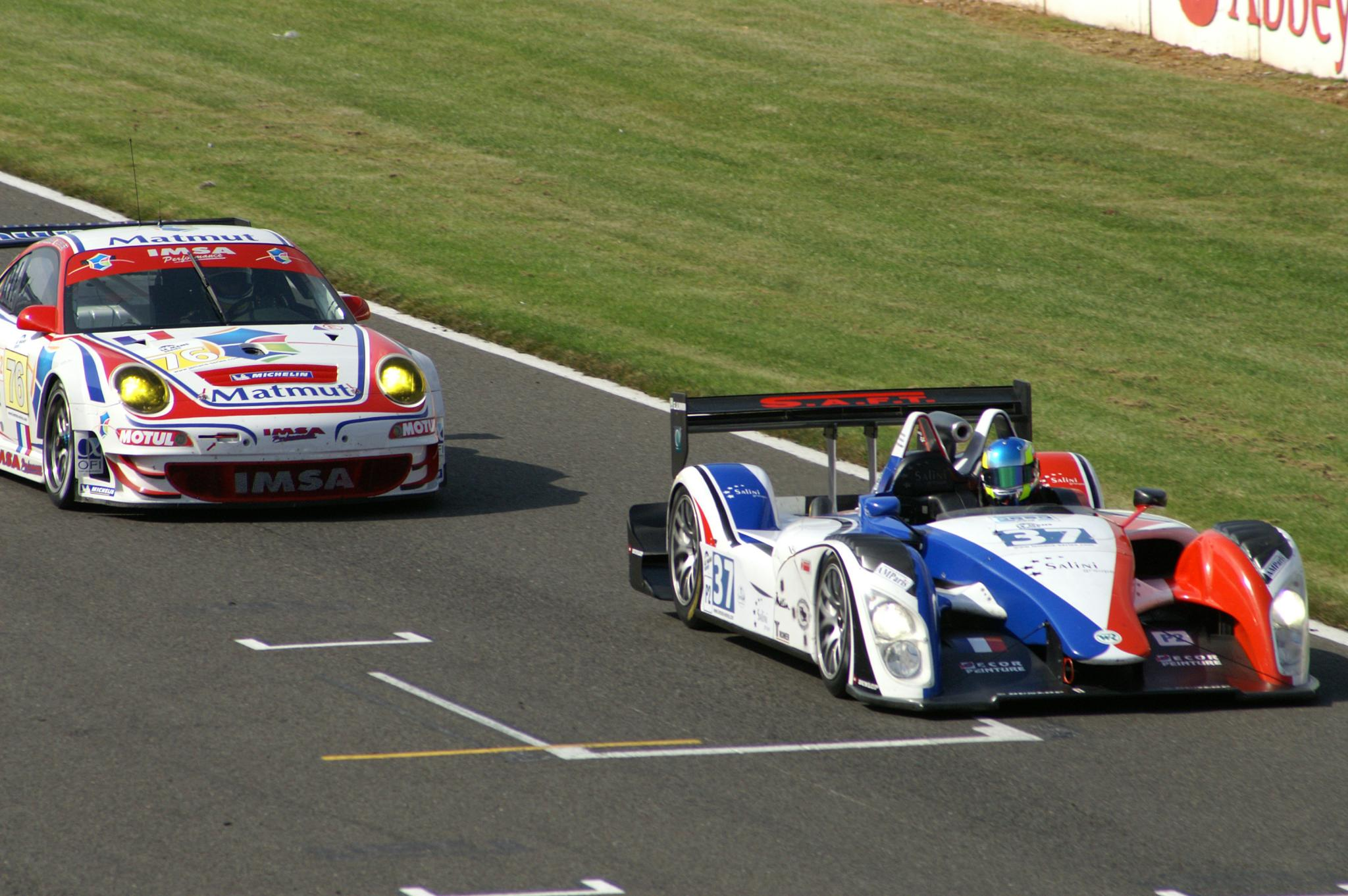
Ein LMP und ein GT beim 1000-km-Rennen von Silverstone

Die Le Mans Series Saison 2009 war die sechste Langstreckenmeisterschaft des ACOs. Sie wurde über fünf Rennen in der Zeit vom 5. April 2009 bis zum 13. September 2009 ausgetragen.

## Änderungen 2009

### Regelwerk
2009 führte der ACO eine Reihe von Modifikationen sowohl am technischen, als auch am sportlichen Regelwerk ein. So durften ab 2009 Le-Mans-Prototypen der LMP1-Kategorie mit Energierückgewinnungssystemen an der Meisterschaft teilnehmen. Anders als in der Formel 1 erfolgte die Gewinnung und Umsetzung der Energie ausschließlich elektrisch und diente lediglich der Reduzierung des Kraftstoffverbrauchs. Zudem wurde die Obergrenze der Leistungsfähigkeit auf einen Megajoule festgelegt. Um den immer schneller werdenden Rundenzeiten in Le Mans und den damit verbundenen Unfallgefahren Paroli bieten zu können, wurden ab 2009 die Breite der Heckflügel aller Le-Mans-Prototypen auf 1,6 m reduziert. Darüber hinaus mussten alle Fahrzeuge, ausgenommen reine LMP1-Benzinrennmotoren, mit verkleinerten Aussparungen am Luftmengenbegrenzer und – falls vorhanden – reduzierten Ladedruck des Turboladers auskommen. Zudem standen Dieselmotoren der LMP1 beim 12-Stunden-Rennen von Sebring und beim 1000 km Catalunya unter Beobachtung. Nach den beiden Veranstaltungen mussten alle Dieselfahrzeuge ein Zusatzgewicht von 30 kg an Bord nehmen. Zusätzlich zu den Beschneidungen der Leistung der Prototypen waren nun an den Fahrzeugen keine Öffnungen zugelassen, die nicht Auspuffrohre, Lufteinlässe für Motor oder Bremsenkühlung darstellten oder durch eine NACA-Haube, Luftschlitze oder Maschendraht abgedeckt waren. Zudem erweiterte der ACO die zulässigen Motoren der Kategorie LMP1 auf homologierte GT1-Motoren bis sieben Liter. LMP2-Fahrzeugen wurde es zudem freigestellt, Benzinmotoren aus einer Serienfertigung von 10.000 Einheiten pro Jahr einzusetzen, solange der Motor die Hubraumgrenze von 4,5 Liter nicht überstieg. Beim sportlichen Reglement führte der ACO eine Klausel bei der Nutzung der Triebwerke ein. Bei der technischen Abnahme vor der Veranstaltung wurden die Zylinderköpfe des Motors versiegelt. Dieser Motor musste nun bei mindestens zwei aufeinanderfolgenden Meisterschaftsläufen eingesetzt werden. Falls ein Team durch Defekt oder frühzeitigen Austausch der Regelung nicht nachkam, wurden sie 10 Plätze in der Startaufstellung nach hinten versetzt und erhielten einen Punktabzug von zwei Meisterschaftszählern. Diese Regelung diente gemäß dem ACO der Kostenreduktion. Außerdem wurden für die Pole-Position der vier ausgeschriebenen Klassen ein Meisterschaftspunkt sowohl in der Team- und Fahrerwertung vergeben. Dabei wurde der Zähler sowohl für den Fahrer verteilt, der die beste Qualifikationsrunde absolvierte, als auch für dessen Teamkollegen.

### Rennstrecken
Gegenüber dem Vorjahr entfiel lediglich das 1000-km-Rennen von Monza zugunsten der Ende 2008 fertiggestellten Autódromo Internacional do Algarve in Portugal. Im Gegensatz zu den vier verblieben Meisterschaftsläufen war der Rennstart am späten Abend und wurde erst nach Mitternacht beendet. Neben dem sonst üblichen Vortest auf dem Circuit Paul Ricard fand Ende April eine weitere Testmöglichkeit nach dem ersten Rennen auf dem Circuit Bugatti statt.

### Fahrzeuge
Beim ersten Vortest im März 2009 enthüllte Prodrive das Gemeinschaftsprojekt von Aston Martin und Lola Cars. Das Fahrzeug mit dem Namen Lola-Aston Martin LMP1 basierte weitestgehend auf dem bereits 2008 von Charouz Racing eingesetzten Lola B08/60. Daneben stellte sowohl Zytek, dessen Rennabteilung in der Winterpause mit Ginetta zusammengegangen war, die aktuelle Ausbaustufe ihres Le-Mans-Prototypen für die LMP1 und LMP2-Kategorie vor. In der GT2 präsentierte Reiter Engineering eine Version des Lamborghini Gallardo LP 560-4, konnte jedoch keine gezeitete Runde absolvieren. ORECA hingegen präsentierte erst beim 1000-km-Rennen von Spa-Francorchamps mit dem ORECA 01 ihr Fahrzeug für die Saison 2009.

## Teams und Fahrer

### LMP1

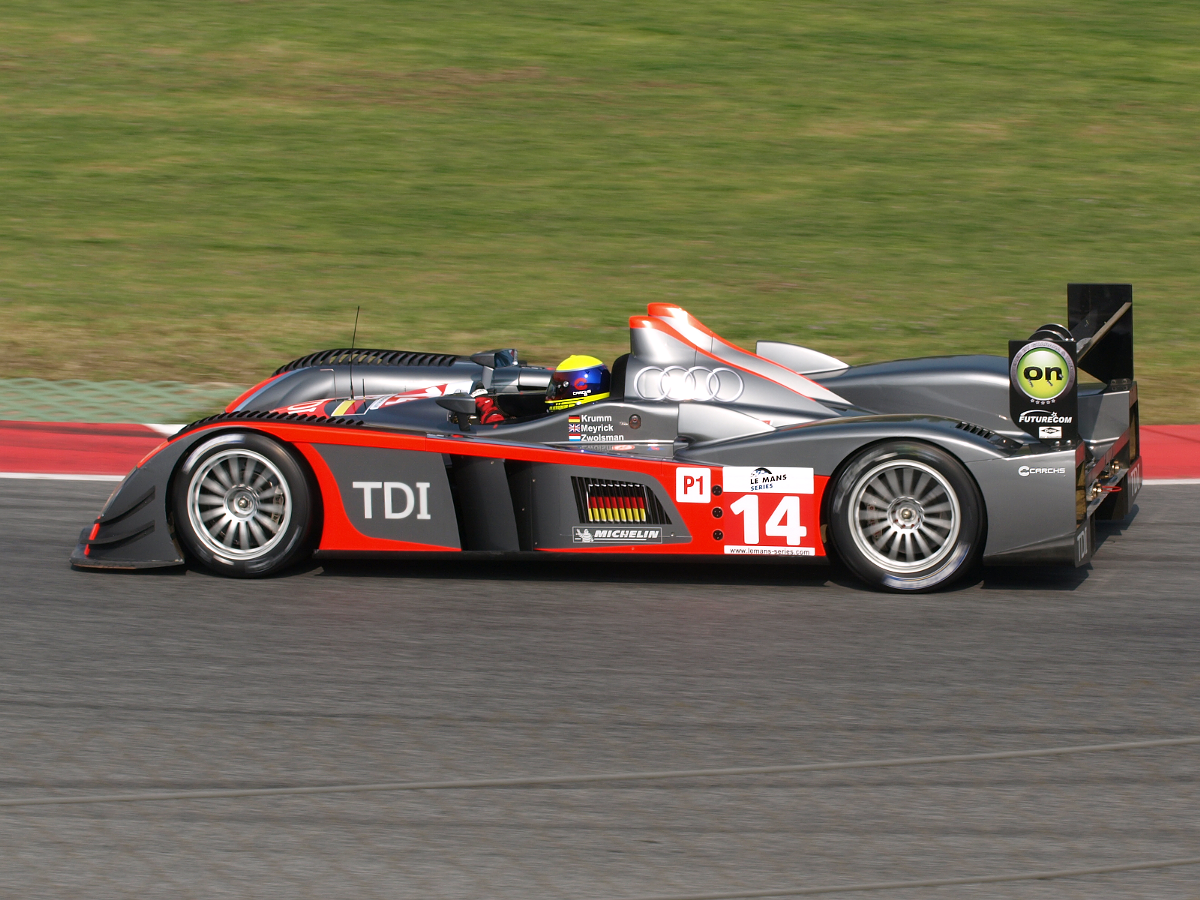
Michael Krumm beim 1000-km-Rennen von Barcelona

Titelverteidiger Audi Sport Team Joest zog sich nach dem Sieg im Vorjahr aus der Serie zurück. Allerdings blieben zwei Audi R10 TDI der Meisterschaft erhalten. Colin Kolles, unter anderem Eigner des in der DTM für Audi aktiven Teams Futurecom TME, meldete mit Team Kolles zwei eigens für die deutsche Mannschaft weiterentwickelten R10. Dazu verpflichtete Kolles hauptsächlich junge Rennfahrer aus dem Formelsport um sich für weitere Aufgaben zu qualifizieren. Vizemeister Peugeot hingegen war lediglich beim 1000-km-Rennen von Spa-Francorchamps vertreten und betrachtete das Rennen als Vorbereitung für das später im Jahr stattfindende 24-Stunden-Rennen von Le Mans. Im Gegenzug war mit Aston Martin Racing nun der britische Automobilhersteller in die Serie eingestiegen. Hinter dem von David Richards geführten Team stand neben Prodrive mit Charouz Racing ein Teilnehmer des Vorjahres zur Verfügung. Zunächst meldete Aston Martin zwei Lola-Aston Martin LMP1 an, verstärkte ihr Engagement ab dem Rennen auf dem Nürburgring um ein weiteres Fahrzeug. Da gemäß Reglement jedoch lediglich zwei Fahrzeuge pro Team genannt werden dürfen, erhielt das Team den Namen Aston Martin Racing Eastern Europe. Henri Pescarolo verkaufte im Winter sein Unternehmen an die Karosserieteilehersteller SORA Composites, die neben Windkanaltests es dem Team auch ermöglichten, zwei Pescarolo 01 für die Saison zu nennen. Jedoch geriet das Rennteam nach dem 24-Stunden-Rennen von Le Mans in finanzielle Schwierigkeiten und meldete für die verbliebenen drei Meisterschaftsläufe nur noch das Fahrzeug von Jean-Christophe Boullion und Christophe Tinseau. Ein Rennen später reduzierte auch ORECA die Anzahl seiner Renneinsätze, im Gegensatz zu Pescarolo Sport erfolgte der Schritt jedoch aus anderen Gesichtspunkten. Teameigner Hugues de Chaunac hatte im Winter nicht nur die Entwicklung des ORECA 01 angeordnet. Sein Unternehmen konstruierte auf der Basis des Vorjahreswagens einen Prototyp für die 2009 ausgetragene Formula Le Mans. Um diese Fahrzeuge in der American Le Mans Series einzubringen, meldete er ein ORECA 01 beim Petit Le Mans und verzichtete im Gegenzug auf das Rennen am Nürburgring. Auch beim letzten Meisterschaftslauf in Silverstone erschienen lediglich Olivier Panis und Nicolas Lapierre. Die verbliebenen Fahrer Bruno Senna, Stéphane Ortelli und Tiago Monteiro kamen zu keinem Renneinsatz mehr.
| Team                     | Chassis                     | Motor            | Reifen | Nr. | Stammfahrer                                               | Ersatzfahrer                                  |
| ------------------------ | --------------------------- | ---------------- | ------ | --- | --------------------------------------------------------- | --------------------------------------------- |
| Aston Martin Racing      | Lola-Aston Martin LMP1      | Aston Martin     | M      | 007 | Jan Charouz Tomáš Enge Stefan Mücke                       |                                               |
| AMR East Europe          | Lola-Aston Martin LMP1      | Aston Martin     | M      | 008 | Miguel Ramos Stuart Hall Chris Buncombe                   |                                               |
| Aston Martin Racing      | Lola-Aston Martin LMP1      | Aston Martin     | M      | 009 | Harold Primat Darren Turner                               | Miguel Ramos                                  |
| Scuderia Lavaggi         | Lavaggi LS1                 | AER P32T         | D      | 3   | Giovanni Lavaggi Wolfgang Kaufmann                        |                                               |
| Team LNT                 | Ginetta-Zytek 09S           | Zytek ZJ458      | M      | 5   | Nigel Mansell Greg Mansell Lawrence Tomlinson             |                                               |
| Team Peugeot Total       | Peugeot 908 HDi FAP         | Peugeot (Diesel) | M      | 7   | Nicolas Minassian Simon Pagenaud Christian Klien          |                                               |
| Team Peugeot Total       | Peugeot 908 HDi FAP         | Peugeot (Diesel) | M      | 9   | David Brabham Marc Gené Alexander Wurz                    |                                               |
| Team ORECA-Matmut AIM    | Courage-ORECA LC70 ORECA 01 | AIM YS5.5        | M      | 10  | Stéphane Ortelli Bruno Senna                              | Tiago Monteiro Olivier Panis Nicolas Lapierre |
| Team ORECA-Matmut AIM    | Courage-ORECA LC70 ORECA 01 | AIM YS5.5        | M      | 11  | Olivier Panis Nicolas Lapierre                            |                                               |
| Signature Plus           | Courage-ORECA LC70          | Judd GV5.5 S2    | M      | 12  | Pierre Ragues Franck Mailleux                             |                                               |
| Speedy Racing Team Sebah | Lola B08/60                 | Aston Martin     | M      | 13  | Andrea Belicchi Nicolas Prost Marcel Fässler              |                                               |
| Kolles                   | Audi R10 TDI                | Audi (Diesel)    | M      | 14  | Andrew Meyrick Charles Zwolsman junior Narain Karthikeyan | Michael Krumm                                 |
| Kolles                   | Audi R10 TDI                | Audi (Diesel)    | M      | 15  | Christijan Albers Christian Bakkerud                      | Giorgio Mondini                               |
| Pescarolo Sport          | Pescarolo 01                | Judd GV5.5 S2    | M      | 16  | Jean-Christophe Boullion Christophe Tinseau               | Emmanuel Collard                              |
| Pescarolo Sport          | Pescarolo 01                | Judd GV5.5 S2    | M      | 17  | Bruce Jouanny João Barbosa                                |                                               |
| Team LNT                 | Ginetta-Zytek GZ09S         | Zytek ZJ458      | M      | 22  | Robbie Kerr Guy Smith Lawrence Tomlinson                  |                                               |
| Strakka Racing           | Ginetta-Zytek 09S           | Zytek ZJ458      | M      | 23  | Danny Watts Nick Leventis                                 | Peter Hardman                                 |

### LMP2

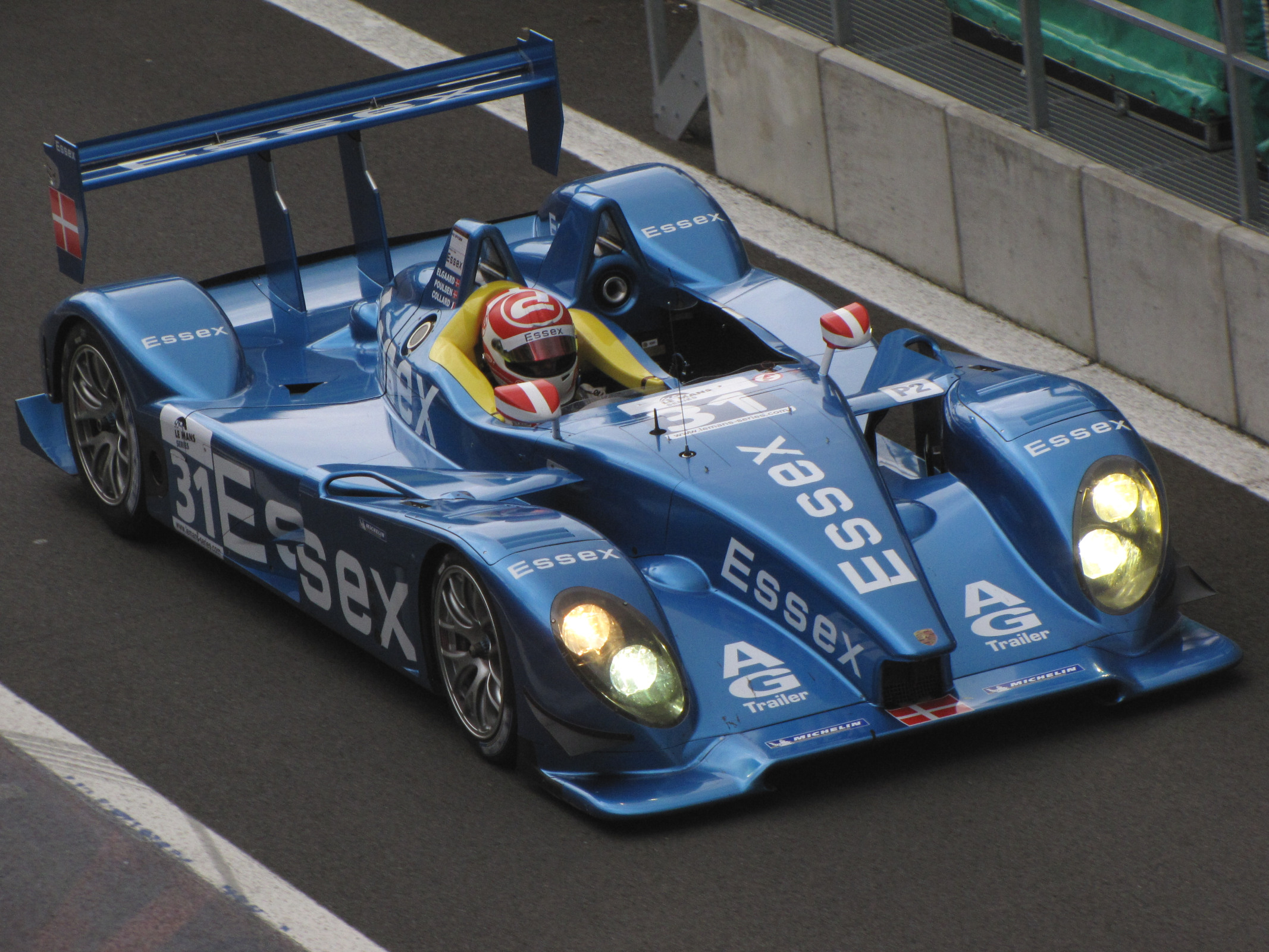
Porsche RS Spyder von Team Essex in Spa-Francorchamps

In der Winterpause kündigte sich an, dass weder das Meisterteam von van Merksteijn Motorsport, noch Team Essex ein weiteres Jahr in der Le Mans Series bestreiten würden. Beide Teams gaben bekannt, im Vorjahr ihre Ziele erreicht zu haben. Franz Verschuur, der 2008 zusammen mit Peter van Merksteijn den Porsche RS Spyder betreute, wollte zwischenzeitlich unter eigenem Namen in der Serie antreten. Allerdings zerschlugen sich seine Bestrebungen. Team Essex blieb der Serie nach dem Abgang von Fahrer und Teamleiter John Nielsen in neuer Besetzung weiter erhalten. Allerdings trat das dänische Team lediglich als Gaststarter beim 1000-km-Rennen von Spa-Francorchamps an. Ebenfalls als Gaststarter und nach zunächst eingestellten Motorsportprogramm kehrte Embassy Racing mit neuen Namen für den Saisonabschluss in die Serie zurück. Das weiterhin von Jonathan France geleitete Team WFR nannte in Silverstone einen der beiden Vorjahreswagen Embassy WF01. Team WFR blieb indes im Jahr 2009 nicht die einzige Mannschaft unter neuen Namen. Sowohl das von Jacques Nicolet geführte Team Saulnier Racing erhielt mit Oak Racing einen neuen Namen, auch Karim Ojjeh und Claude-Yves Gosselin änderten den Namen von Trading Performance in G.A.C. Racing Team. Gosselin löste dabei Teameigner Luc André ab, veränderte aber weder den Vertrag mit dem Reifenhersteller Michelin, noch mit Fahrzeug- und Motorlieferant Zytek. Neben dem Gaststarter Barazi-Epsilon vertraute nun auch das portugiesische Team Quifel ASM auf Zytek, verwendete wie der Großteil des LMP2-Feldes jedoch Dunlop-Reifen. Neben den etablierten Unternehmen Michelin und Dunlop trat in der Saison ein weiterer Hersteller in die Serie ein. Das Team Pegasus Racing, das bislang vor allem in der französischen Prototypen-Langstreckenmeisterschaft VdeV Modern Endurance fuhr, brachte den dort aktiven Reifenhersteller Avon Tyres mit. Daneben starten mit Ibanez Racing Service und Q8 Olis Hache Team zwei weitere Neuankömmlinge in die Meisterschaft, wobei das spanische Team mit der Formel-3-Pilotin Carmen Jordá nach Rückzug von Vanina Ickx die einzige Frau im Fahrerfeld aufbot.
| Team                      | Chassis               | Motor                  | Reifen | Nr. | Stammfahrer                                      | Ersatzfahrer                                                                   |
| ------------------------- | --------------------- | ---------------------- | ------ | --- | ------------------------------------------------ | ------------------------------------------------------------------------------ |
| Oak Racing                | Pescarolo 01          | Mazda-AER MZR-R        | D      | 24  | Jacques Nicolet Richard Hein                     |                                                                                |
| Ray Mallock, Ltd. (RML)   | Lola B08/80           | Mazda-AER MZR-R        | M      | 25  | Mike Newton Thomas Erdos                         |                                                                                |
| Bruchladdich Bruneau      | Radical SR9           | AER P07                | D      | 26  | Pierre Bruneau Tim Greaves                       | Stuart Moseley Nigel Greensall Jonathan Coleman Francesco Sini Michael Vergers |
| Ibanez Racing Service     | Courage-ORECA LC75    | AER P07                | D      | 28  | José Ibanez Frédéric Da Rocha William Cavailhes  |                                                                                |
| Racing Box                | Lola B08/80           | Judd DB                | M      | 29  | Andrea Cecatto Filippo Francioni Giacomo Piccini |                                                                                |
| Racing Box                | Lola B08/80           | Judd DB                | M      | 30  | Thomas Biagi Matteo Bobbi Andrea Piccini         |                                                                                |
| Team Essex                | Porsche RS Spyder Evo | Porsche MR6            | M      | 31  | Emmanuel Collard Casper Elgaard Kristian Poulsen |                                                                                |
| Barazi-Epsilon            | Zytek 07S/2           | Zytek ZG348            | D      | 32  | Juan Barazi Fernando Rees                        |                                                                                |
| Speedy Racing Team Sebah  | Lola B08/80           | Judd DB                | M      | 33  | Xavier Pompidou Benjamin Leuenberger Jonny Kane  |                                                                                |
| Oak Racing                | Pescarolo 01          | Mazda-AER MZR-R        | D      | 35  | Mathieu Lahaye Karim Ajlani                      |                                                                                |
| WR – Salini               | Welter Racing 2008    | Zytek ZG348            | D      | 37  | Tristan Gommendy Philippe Salini Stéphane Salini | Bruce Jouanny                                                                  |
| Pegasus Racing            | Courage-ORECA LC75    | AER P07                | A      | 38  | Julien Schell Philippe Thirion                   | Jean Metz Jean-Christophe Metz                                                 |
| Kruse Schiller Motorsport | Lola B05/40           | Mazda-AER MZR-R        | D      | 39  | Hideki Noda Francesco Sini Matthew Marsh         |                                                                                |
| Quifel ASM Team           | Ginetta-Zytek GZ09S/2 | Zytek ZG348            | D      | 40  | Miguel Amaral Olivier Pla                        |                                                                                |
| G.A.C. Racing Team        | Zytek 07S/2           | Zytek ZG348            | M      | 41  | Karim Ojjeh Claude-Yves Gosselin Philipp Peter   |                                                                                |
| Ranieri Randaccio         | Lucchini LMP2/04      | Nicholson-McLaren LMP2 | D      | 42  | Ranieri Randaccio Raffaele Giammaria             | Giauco Solieri                                                                 |
| Q8 Oils Hache Team        | Lucchini LMP2/04      | Judd XV675             | D      | 43  | Máximo Cortés Carmen Jordá Fonsi Neto            | Enrico Moncada Fabrizio Armetta Pierre Combot Nil Montserrat                   |
| Team WFR                  | Embassy WF01          | Zytek ZG348            | D      | 45  | Warren Hughes Jody Firth Darren Manning          |                                                                                |

### GT1

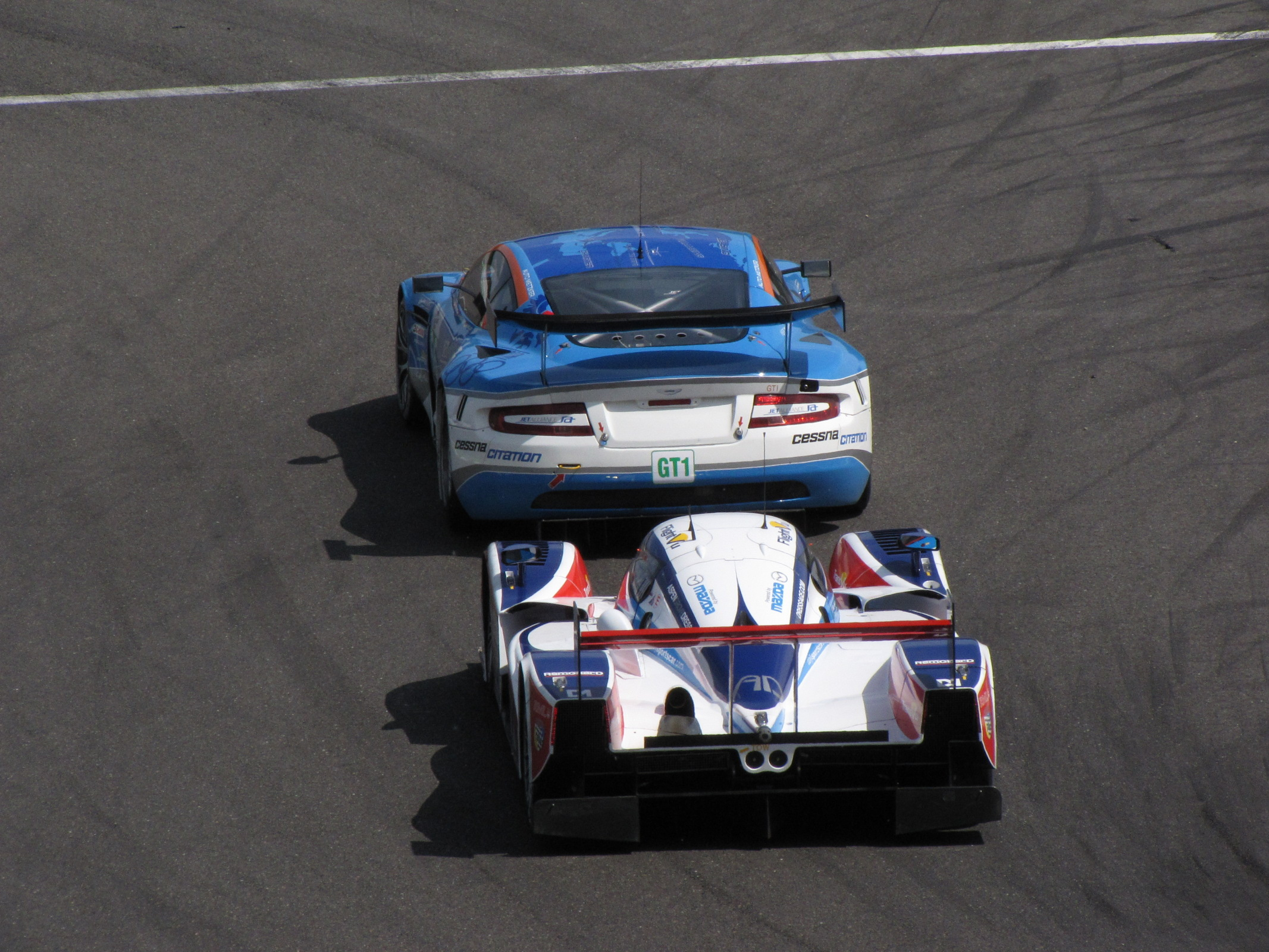
Aston Martin von Jetalliance vor dem Lola-Coupé von RML in Spa

Die ursprünglich von der FIA ausgeschriebene Gruppe GT1 blieb in der Le Mans Series 2009 auch weiterhin die Klasse mit der geringsten Teilnehmeranzahl. Während die FIA-GT-Meisterschaft 2009 sowohl Fahrzeuge nach altem Reglement als auch Wagen der ab 2010 gültigen Richtlinien zuließ, fuhren in der Le Mans Series ausschließlich Rennwagen mit aktueller Homologation. Der Titelverteidiger Luc Alphand Aventures konzentrierte sein Engagement auf eine Corvette C6.R. Zeitweise wollte der Teameigner Luc Alphand aus der Serie austreten, da er mit der Vermarktung der Serie, speziell der Fernsehübertragungen, nicht zufrieden war. Der Vizemeister Team Modena hingegen verabschiedete sich in die GT2-Kategorie, und so verblieben lediglich Larbre Compétition und das russisch-deutsche Team IPB Spartak Racing als fest eingeschriebene Teams. Nachdem sich jedoch der Hauptsponsor der von German Gorbuntsov geführten Mannschaft zurückgezogen hatte, verblieben lediglich zwei eingeschriebene Fahrzeuge in der Serie. Daneben starteten in den einzelnen Meisterschaftsläufen mehrere Gaststarter, so war in Spanien ein weiterer Saleen S7R gemeldet. Bei dem Wagen von Miro Konopka handelte es sich jedoch im Vergleich zum Einsatzfahrzeug von Larbre um ein deutlich älteres Modell aus dem Jahr 2001. Darüber hinaus war in Spa-Francorchamps und Silverstone jeweils ein Aston Martin DBR9 startberechtigt. Während JetAlliance bereits in der Saison 2007 einen Einsatz in der Serie absolviert hatte, war das Rennen in England für Gigawave Motorsport Neuland.
| Team                  | Chassis                     | Motor            | Reifen | Nr. | Stammfahrer                                         | Ersatzfahrer                   |
| --------------------- | --------------------------- | ---------------- | ------ | --- | --------------------------------------------------- | ------------------------------ |
| Larbre Compétition    | Saleen S7R                  | Ford             | M      | 50  | Roland Bervillé Sébastien Dumez Laurent Groppi      | Steve Zacchia Stéphane Lemeret |
| ARC Bratislava Kaneko | Saleen S7R                  | Ford             | M      | 51  | Miro Konopka Sean Edwards Paul Daniels              |                                |
| IPB Spartak Racing    | Lamborghini Murciélago R-GT | Lamborghini L535 | M      | 55  | Roman Russinow Peter Kox                            | Filip Salaquarda Erik Janiš    |
| Gigawave Motorsport   | Aston Martin DBR9           | Aston Martin     | M      | 60  | Ryan Sharp Peter Kox                                |                                |
| Jetalliance           | Aston Martin DBR9           | Aston Martin     | M      | 66  | Lukas Lichtner-Hoyer Thomas Gruber Alexander Müller |                                |
| Luc Alphand Aventures | Chevrolet Corvette C6.R     | Chevrolet LS7-R  | M      | 72  | Yann Clairay Patrice Goueslard                      | Luc Alphand Julien Jousse      |

### GT2

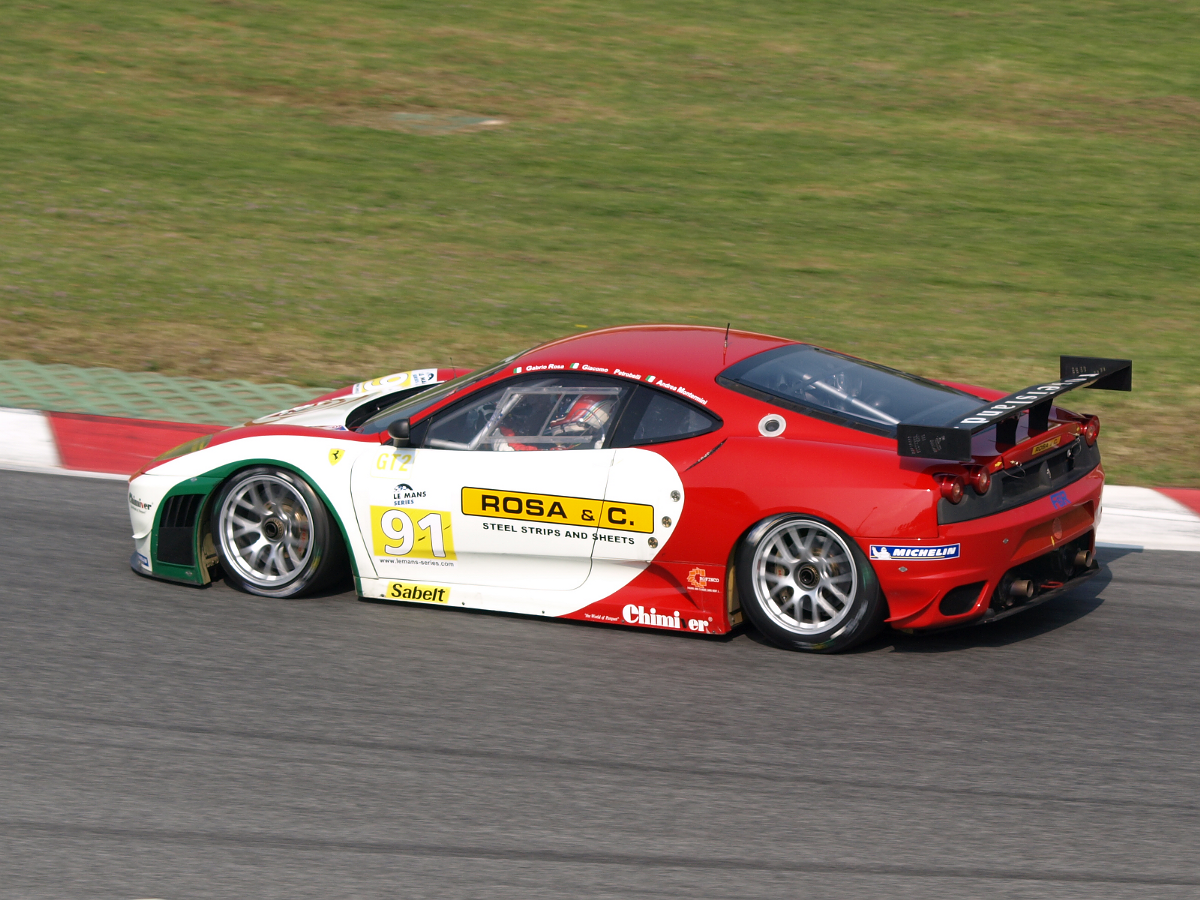
Ferrari F430 GTC von Farnbacher Racing in Barcelona

Der Titelverteidiger Robert Bell und sein Teamkollege Gianmaria Bruni wechselten in der Winterpause zum neugegründeten Team JMW Motorsport. Hinter dem Kürzel verbirgt sich der Teamleiter Jim McWhinter, der neben den Fahrern auch das Einsatzfahrzeug, den Vertrag als Entwicklungsteam des Reifenherstellers Dunlop und den ehemaligen technischen Leiter von Virgo Motorsport übernahm. Aber auch Virgo Motorsport blieb nach der Trennung von einem Teil seines Teams der GT2-Klasse treu. Der Teamleiter Chris Warne kaufte dazu einen neuen Ferrari F430 und meldete neben den Brüdern Michael und Sean McInerney den ehemaligen LMP2-Meister Michael Vergers. Der Vizemeister Marc Lieb erhielt mit Richard Lietz einen neuen Teamkollegen. Der zunächst ebenfalls auf dem Wagen gemeldete Teameigner Horst Felbermayr griff hingegen nicht ins Steuer des aktuellen Porsche 997 GT3 RSR. Auch in der zweiten Nennung der deutschen Mannschaft überließ Felbermayr seinem Sohn, Christian Ried und dem Portugiesen Francisco Cruz Martins das Steuer. Neben Felbermayr setzte Raymond Narac einen weiteren neuen RSR in der Serie ein. Gegenüber dem Vorjahr reduzierte Narac jedoch sein Engagement in der Serie auf einen Wagen. Mit dem Porsche-Werksfahrer Patrick Pilet erhielt Narac außerdem Ersatz für den nun bei Felbermayr-Proton startenden Richard Lietz. Zudem waren die Rennfahrer Paul Daniels und Markus Palttala auf einem älteren Wagen gemeldet. Fuhr der Wagen in Spa zunächst unter der Nennung von Prospeed, wurde das Fahrerduo verstärkt durch Martin Rich in Silverstone von James Watt betreut. Damit stellte der deutsche Hersteller seit Beginn der GT2-Klasse in der Serie nicht mehr den Hauptteil der Rennfahrzeuge. Neben den aus der GT1-Klasse stammenden Team Modena stieg auch der Teameigner Amato Ferrari in die GT2-Kategorie der Serie ein. Jedoch meldete er den F430 unter dem Namen Advanced Engineering an und blieb mit seinem eigentlichen Team AF Corse weiterhin in der FIA-GT-Meisterschaft. Aber auch Farnbacher Racing setzte nun ganz auf Ferrari. Die deutsche Mannschaft meldete in der Saison insgesamt drei Fahrzeuge an. Unter anderem einen F430 mit dem Reifenpartner Hankook, der bislang nicht in der Serie in Erscheinung getreten war. Zudem war mit einem Lamborghini Gallardo von Reiter Engineering ein weiteres Fabrikat zur GT2-Klasse hinzugestoßen. Jedoch zog das Team die Nennung nach dem Lauf in Spa wieder zurück. Der Eigner Hans Reiter, dessen Mannschaft auch den GT1-Lamborghini betreute, musste das Projekt abbrechen, weil der Hauptsponsor den GT1-Wagen nicht mehr finanzierte.
| Team                    | Chassis                        | Motor          | Reifen | Nr. | Stammfahrer                                                   | Ersatzfahrer |
| ----------------------- | ------------------------------ | -------------- | ------ | --- | ------------------------------------------------------------- | --- |
| IMSA Performance Matmut | Porsche 997 GT3 RSR            | Porsche M97/81 | M      | 76  | Raymond Narac Patrick Pilet                                   | |
| Team Felbermayr-Proton  | Porsche 997 GT3 RSR            | Porsche M97/81 | M      | 77  | Marc Lieb Richard Lietz                                       | |
| Advanced Engineering    | Ferrari F430 GTC               | Ferrari F136   | M      | 78  | Matt Griffin Peter Bamford                                    | |
| Reiter Engineering      | Lamborghini Gallardo LP560 GT2 | Lamborghini    | M      | 79  | Albert Prinz von Thurn und Taxis Christophe Bouchut           | |
| Easyrace                | Ferrari F430 GTC               | Ferrari F136   | M      | 81  | Gean Paolo Tenchini Paso-Maurice Basso Roberto Plati          | |
| Team Modena             | Ferrari F430 GTC               | Ferrari F136   | M      | 84  | Antonio García Leo Mansell                                    | Jaime Melo Toni Vilander |
| Snoras Spyker Squadron  | Spyker C8 Laviolette GT2-R     | Audi           | M      | 85  | Tom Coronel Jaroslav Janiš                                    | Benjamin Leuenberger Peter Dumbreck                                                                                            |
| Drayson Racing          | Aston Martin V8 Vantage GT2    | Aston Martin   | M      | 87  | Jonny Cocker Paul Drayson                                     | |
| Team Felbermayr-Proton  | Porsche 997 GT3 RSR            | Porsche M97/81 | M      | 88  | Horst Felbermayr junior Francisco Cruz Martins Christian Ried | |
| Hankook Team Farnbacher | Ferrari F430 GTC               | Ferrari F136   | H      | 89  | Allan Simonsen Pierre Kaffer                                  | Christian Montanari |
| Farnbacher Racing       | Ferrari F430 GTC               | Ferrari F136   | M      | 90  | Pierre Ehret Anthony Beltoise Dominik Farnbacher              | |
| Farnbacher Racing       | Ferrari F430 GTC               | Ferrari F136   | M      | 91  | Gabrio Rosa Andrea Montermini Giacomo Petrobelli              | Giacomo Ricci Niki Cadei |
| JMW Motorsport          | Ferrari F430 GTC               | Ferrari F136   | D      | 92  | Robert Bell Gianmaria Bruni                                   | |
| Prospeed Compétition    | Porsche 997 GT3 RSR            | Porsche M97/80 | D      | 94  | Paul Daniels Markus Palttala                                  | |
| James Watt Automotive   | Porsche 997 GT3 RSR            | Porsche M97/80 | D      | 95  | Paul Daniels Markus Palttala Martin Rich                      | |
| Virgo Motorsport        | Ferrari F430 GTC               | Ferrari F136   | D      | 96  | Michael McInerney Sean McInerney Michael Vergers              | |
| JMB Racing              | Ferrari F430 GTC               | Ferrari F136   | M      | 99  | John Hartshorne Johan-Boris Scheier                           | Romain Iannetta Plamen Kralev Manuel Rodrigues César Campaniço Albert Prinz von Thurn und Taxis Peter Kutemann Stéphane Daoudi |

## Rennergebnisse
Gesamtsieger sind fett hervorgehoben.
| Nr. | Tag           | Rennen                                   | Sieger Team LMP1                                 | Sieger Team LMP2                                 | Sieger Team GT1                                | Sieger Team GT2             |
| Nr. | Tag           | Rennen                                   | Sieger Fahrer LMP1                               | Sieger Fahrer LMP2                               | Sieger Fahrer GT1                              | Sieger Fahrer GT2           |
| --- | ------------- | ---------------------------------------- | ------------------------------------------------ | ------------------------------------------------ | ---------------------------------------------- | --------------------------- |
| 1   | 5. April      | Barcelona 1000 km Catalunya              | #007 Aston Martin Racing                         | #30 Racing Box                                   | #55 IPB Spartak Racing                         | #77 Felbermayr-Proton       |
| 1   | 5. April      | Barcelona 1000 km Catalunya              | Jan Charouz Tomáš Enge Stefan Mücke              | Matteo Bobbi Andrea Piccini Thomas Biagi         | Peter Kox Roman Russinow                       | Marc Lieb Richard Lietz     |
| 2   | 10. Mai       | Spa 1000-km-Rennen von Spa-Francorchamps | #7 Team Peugeot Total                            | #31 Team Essex                                   | #72 Luc Alphand Aventures                      | #77 Felbermayr-Proton       |
| 2   | 10. Mai       | Spa 1000-km-Rennen von Spa-Francorchamps | Nicolas Minassian Simon Pagenaud Christian Klien | Casper Elgaard Kristian Poulsen Emmanuel Collard | Luc Alphand Patrice Goueslard Yann Clairay     | Marc Lieb Richard Lietz     |
| 3   | 2. August     | Algarve 1000 km Algarve                  | #16 Pescarolo Sport                              | #40 Quifel ASM Team                              | #72 Luc Alphand Aventures                      | #92 JMW Motorsport          |
| 3   | 2. August     | Algarve 1000 km Algarve                  | Jean-Christophe Boullion Christophe Tinseau      | Miguel Amaral Olivier Pla                        | Julien Jousse Patrice Goueslard Yann Clairay   | Robert Bell Gianmaria Bruni |
| 4   | 23. August    | Nürburgring 1000 km Nürburgring          | #007 Aston Martin Racing                         | #40 Quifel ASM Team                              | #50 Larbre Compétition                         | #77 Felbermayr-Proton       |
| 4   | 23. August    | Nürburgring 1000 km Nürburgring          | Jan Charouz Tomáš Enge Stefan Mücke              | Miguel Amaral Olivier Pla                        | Roland Berville Sébastien Dumez Laurent Groppi | Marc Lieb Richard Lietz     |
| 5   | 13. September | Silverstone 1000 km Silverstone          | #10 Team ORECA AIM                               | #33 Speedy Racing Sebah                          | #60 Gigawave Motorsport                        | #92 JMW Motorsport          |
| 5   | 13. September | Silverstone 1000 km Silverstone          | Olivier Panis Nicolas Lapierre                   | Benjamin Leuenberger Xavier Pompidou Jonny Kane  | Ryan Sharp Peter Kox                           | Robert Bell Gianmaria Bruni |

### 1000km Catalunya
| LMP1 | Gesamt | Fahrer                                           | Team                    | Zeit        |
| ---- | ------ | ------------------------------------------------ | ----------------------- | ----------- |
| 1    | 1      | Jan Charouz Tomáš Enge Stefan Mücke              | Aston Martin Racing     | 6:00:05,674 |
| 2    | 2      | Jean-Christophe Boullion Christophe Tinseau      | Pescarolo Sport         | +14,894 s   |
| 3    | 3      | Stéphane Ortelli Bruno Senna                     | Team ORECA-Matmut AIM   | +3 Runden   |
| LMP2 | Gesamt | Fahrer                                           | Team                    | Zeit        |
| 1    | 7      | Thomas Biagi Matteo Bobbi Andrea Piccini         | Racing Box              | +8 Runden   |
| 2    | 8      | Miguel Amaral Olivier Pla                        | Quifel ASM Team         | +8 Runden   |
| 3    | 9      | Andrea Cecatto Filippo Francioni Giocomo Piccini | Racing Box              | +14 Runden  |
| GT1  | Gesamt | Fahrer                                           | Team                    | Zeit        |
| 1    | 13     | Roman Russinow Peter Kox                         | IPB Spartak Racing      | +20 Runden  |
| 2    | 15     | Luc Alphand Yann Clairay Patrice Goueslard       | Luc Alphand Aventures   | +22 Runden  |
| 3    | 22     | Roland Berville Steve Zacchia Sébastian Dumez    | Larbre Compétition      | +25 Runden  |
| GT2  | Gesamt | Fahrer                                           | Team                    | Zeit        |
| 1    | 14     | Marc Lieb Richard Lietz                          | Team Felbermayr-Proton  | +22 Runden  |
| 2    | 16     | Robert Bell Gianmaria Bruni                      | JMW Motorsport          | +23 Runden  |
| 3    | 17     | Allan Simonsen Christian Montanari               | Hankook Team Farnbacher | +24 Runden  |

Auf dem Circuit de Catalunya fand am 5. April der erste Lauf der Le Mans Series 2009 statt und ging über eine Distanz von 209 Runden. Dabei wurde eine Distanz von 972,895 km zurückgelegt.
Die erste Pole-Position des Jahres fuhr Danny Watts heraus. Mit einer Rundenzeit von 1:32,492 qualifizierte er den Wagen eine halbe Sekunde schneller als Darren Turner im Lola-Aston Martin. Die Bestzeit der LMP2 erzielte Giocomo Piccini. Peter Kox fuhr in der GT1 zunächst auf Pole, das Fahrzeug nachträglich aus der Wertung genommen und gab die Führung an Yann Clairay ab, der den Kurs in Spanien mit einer 1:45.926 umrundete. In der GT2 fuhr Gianmaria Bruni mit einer 1:48.606 die schnellste Runde der Qualifikation.
Stefan Mücke und Andrea Belicchi können beim Rennstart noch vor der ersten Kurve Peter Hardman überholen. Bis zum Ende der ersten Runde kann auch Turner am Landsmann vorbeigehen. 30 Minuten später kommt es zur Kollision zwischen Michael Krumm und Pierre Ragues. Beide können das Rennen zwar fortsetzen, aber vor allem Krumm verliert mehrere Runden durch den folgenden Reifenschaden und Boxenstopp. Zudem muss das Safety Car auf die Strecke. Eine Reihe von Prototypen nutzt die Gelegenheit zum Nachtanken. So führt Jean-Christophe Boullion nach Rennfreigabe. Rund eine Stunde später rückt das Safety Car erneut aus, nachdem Karim Ajlani auf der Strecke zum Stehen kommt. Belicchi fährt nicht an die Box und geht somit in Führung, muss allerdings einige Runden später zum Nachtanken und gibt die Position zunächst an Jan Charouz, später an Christophe Tinseau ab. Bis zur vierten Rennstunde können nun Boullion und Tinseau eine Führung von 30 Sekunden gegenüber den Verfolgern Tomáš Enge, Mücke und Charouz herausfahren. Allerdings muss in der letzten Stunde erneut das Safety Car auf die Strecke, nachdem sich der bislang Drittplatzierte Miguel Ramos dreht und nicht weiterfahren kann. Vor der erneuten Freigabe, 30 Minuten vor Rennende, trennt Mücke und Tinseau lediglich vier Sekunden. Später kann Stefan Mücke am Franzosen vorbeigehen und die Führung bis zum Rennende halten.
Beim Rennstart setzt sich Olivier Pla an die Spitze des LMP2-Feldes und führt die Klasse auch nach den beiden Safety-Car-Einsätzen weiter an. Mit dem Boxenstopp und Fahrerwechsel zu Miguel Amaral, geht erst Matteo Bobbi, später Thomas Erdos in Führung. Nach dessen Übergabe in nach zwei Rennstunden an Mike Newton bleibt der Lola jedoch mit Motorschaden liegen und Bobbi übernimmt erneut die Führung in der LMP2. Thomas Biagi, Piccini und Bobbi halten bis zum Rennende ihre Position und werden als Sieger der LMP2 abgewinkt.
In der GT2 kann Patrice Goueslard die Pole-Position in eine Führung umwandeln und zunächst den Abstand zu den beiden Saleens ausbauen. Das von hinten gestartete Fahrerduo Peter Kox und Roman Russinow indes kann die Lücke zu den beiden verbliebenen GT1 schließen und später überholen und sind somit in der dritten Rennstunde lediglich 15 Sekunden hinter dem führenden Fahrzeug von Luc Alphand Aventures. Nach einem Fahrfehler von Teameigner Luc Alphand strandet dieser zunächst im Kiesbett, kann später zwar weiterfahren, verliert die Führung aber an Kox und Russinow. Diese erhöhen den Abstand bis zum Rennende um zwei Runden und fahren zum ersten GT1-Sieg eines Lamborghini in der Le Mans Series.
Antonio García führt nach dem Rennstart in der GT2, dicht gefolgt von Patrick Pilet und Gianmaria Bruni. Nach dem Fahrerwechsel zu Beginn der zweiten Rennstunde von García wechseln sich nun die Fahrerduos Bruni-Bell und Lieb-Lietz an der Spitze ab. Zwei Stunden später kann Marc Lieb endgültig an Robert Bell vorbeigehen, zusammen mit Richard Lietz die Führung ausbauen und am Ende mit einer Runde Vorsprung gewinnen.

### 1000km Spa-Francorchamps
| LMP1 | Gesamt | Fahrer                                              | Team                     | Zeit        |
| ---- | ------ | --------------------------------------------------- | ------------------------ | ----------- |
| 1    | 1      | Simon Pagenaud Nicolas Minassian Christian Klien    | Team Peugeot Total       | 5:45:35,249 |
| 2    | 2      | Jean-Christophe Boullion Christophe Tinseau         | Pescarolo Sport          | +27,622 s   |
| 3    | 3      | Jan Charouz Tomáš Enge Stefan Mücke                 | Aston Martin Racing      | +1 Runde    |
| LMP2 | Gesamt | Fahrer                                              | Team                     | Zeit        |
| 1    | 8      | Casper Elgaard Kristian Poulsen Emmanuel Collard    | Team Essex               | +4 Runden   |
| 2    | 9      | Xavier Pompidou Benjamin Leuenberger Jonny Kane     | Speedy Racing Team Sebah | +4 Runden   |
| 3    | 14     | Mathieu Lahaye Karim Ajlani                         | Oak Racing               | +11 Runden  |
| GT1  | Gesamt | Fahrer                                              | Team                     | Zeit        |
| 1    | 13     | Luc Alphand Patrice Goueslard Yann Clairay          | Luc Alphand Aventures    | +11 Runden  |
| 2    | 15     | Peter Kox Filip Salaquarda Erik Janiš               | IPB Spartak Racing       | +12 Runden  |
| 3    | 30     | Lukas Lichtner-Hoyer Thomas Gruber Alexander Müller | Jetalliance              | +30 Runden  |
| GT2  | Gesamt | Fahrer                                              | Team                     | Zeit        |
| 1    | 18     | Marc Lieb Richard Lietz                             | Team Felbermayr-Proton   | +14 Runden  |
| 2    | 19     | Antonio García Leo Mansell Jaime Melo               | Team Modena              | +14 Runden  |
| 3    | 20     | Robert Bell Gianmaria Bruni                         | JMW Motorsport           | +15 Runden  |

Die 1000 km von Spa-Francorchamps fand am 10. Mai statt und ging über eine Distanz von 143 Runden à 7,004 km, also insgesamt 1001,572 km.
In der Qualifikation sicherten sich die Gaststarter von Peugeot die erste Startreihe. Wobei Simon Pagenaud und Alexander Wurz lediglich 27/1000 Sekunden voneinander trennten. Paugenaud umrundete den Kurs in einer Zeit von 2:01,056. Auch die Pole in der LMP2 und GT1 ging mit Casper Elgaard und Alexander Müller an einen Gaststarter. Die Bestzeiten beider Klassen lagen nach der Sitzung bei 2:07,918 und 2:17,344. In der GT2 fuhr Marc Lieb an die Spitze seiner Kategorie und schloss seine beste Runde mit 2:21,870 ab.
Beim Rennstart geraten mehrere Le-Mans-Prototypen aneinander. Darren Truner und Jean-Christophe Boullion fallen weit zurück. So führen die beiden Fahrzeuge von Peugeot vor Bruno Senna. 10 Minuten später muss Senna mit einem Reifenschaden die Box aufsuchen. Da Gummiteile auf der Strecke liegen, muss das Safety Car ausrücken. Mit der erneuten Freigabe des Rennens liegt erst Turner, später Boullion auf dem dritten Rang. Nach Abschluss der ersten Stunde kollidiert der Zweitplatzierte David Brabham mit dem LMP2 von Ibanez Racing. Damit ist der ORECA-Courage aus dem Rennen, Brabham muss an die Box zur Reparatur und erhält später zudem eine Stop-and-Go-Strafe für das Abdrängen des Konkurrenten. Wenige Minuten später schlägt Bruce Jouanny in der Raidillon in die Streckenbegrenzung und das Safety Car muss erneut ausrücken. Zur Rennhalbzeit führt nun Simon Pagenaud vor Nicolas Lapierre und Christophe Tinseau. Ein Unfall des GT2-Ferrari von Easyrace bringt das Safety Car erneut auf die Strecke. Das Feld wird zusammengeführt, Tinseau und Lapierre fahren nun dicht beieinander und Tinseau kann beim folgenden Boxenstopp auf den zweiten Rang vorrücken. Bruno Sennas Abflug in der Schlussphase macht einen erneuten Einsatz des Safety Car notwendig und infolge kann Tomáš Enge ebenfalls an Lapierre vorbeigehen. Das Rennen gewinnen am Ende mit einem Start-Ziel-Sieg Simon Pagenaud, Nicolas Minassian und Christian Klien.
In der LMP2 führt zunächst Xavier Pompidou vor Olivier Pla und Emmanuel Collard. Nach der Safety-Car-Phase, ausgelöst durch Bruno Sennas Reifenschaden, kann Collard in Führung gehen. Durch dessen Tankstopp übernimmt Philipp Peter den ersten Platz in der LMP2. Der bis dahin drittplatzierte Zytek von Olivier Pla und Miguel Amaral muss mit einem technischen Defekt die Box aufsuchen und verliert 11 Runden auf die Spitze. Nach dem Abschluss des zweiten Boxenstopps des LMP2-Feldes liegt der Porsche RS Spyder von Team Essex wieder an der Spitze. Collard, Kristian Poulsen und Casper Elgaard halten die Führung bis zum Ende, auch wenn die Gelbphasen im Verlauf des Rennens das LMP2-Feld immer wieder zusammenführt, überquert Poulsen die Ziellinie mit 7/100 Sekunden Vorsprung vor dem Verfolger Xavier Pompidou.
In der GT1 übernimmt Peter Kox die Führung, nachdem der Aston Martin DBR9 von Jetalliance mit technischen Defekt erst verspätet aus der Box startet. Danach wechselt die Führung im Verlauf des Rennens immer wieder zwischen der Corvette des Teams von Luc Alphand und dem Lamborghini von IPB Spartak Racing. Am Ende behält der Titelverteidiger Alphand die Oberhand und fährt einen Klassensieg heraus.
In der Anfangsphase übernimmt Marc Lieb die Führung. Zur Rennhalbzeit kollidiert der Führende Lieb mit dem GT1 von Jetalliance. Lieb verliert Teile der Radverkleidung und muss an die Box. Gianmaria Bruni übernimmt die GT2-Führung und hält diese bis zum letzten Fahrerwechsel des Teams. Robert Bell pilotiert nun den Ferrari, muss aber nach einer Runde erneut die Box aufsuchen, da sein Hinterrad nicht korrekt montiert wurde. Zunächst übernimmt Antonio García die Führung, muss sich aber Marc Lieb und Richard Lietz geschlagen geben, die das Rennen gewinnen. Nach Rennende wird Lieb/Lietz wegen der Schäden am Fahrzeug disqualifiziert, erst ein Berufungsverfahren, später im Jahr, ernennt das Team Felbermayr-Proton wieder zum Klassensieger.

### 1000km Algarve
| LMP1 | Gesamt | Fahrer                                           | Team                    | Zeit        |
| ---- | ------ | ------------------------------------------------ | ----------------------- | ----------- |
| 1    | 1      | Jean-Christophe Boullion Christophe Tinseau      | Pescarolo Sport         | 5:49:04,176 |
| 2    | 2      | Jan Charouz Tomáš Enge Stefan Mücke              | Aston Martin Racing     | +1:25,548 s |
| 3    | 3      | Tiago Monteiro Bruno Senna                       | Team ORECA-Matmut AIM   | +1 Runde    |
| LMP2 | Gesamt | Fahrer                                           | Team                    | Zeit        |
| 1    | 6      | Miguel Amaral Olivier Pla                        | Quifel ASM Team         | +8 Runden   |
| 2    | 7      | Andrea Cecatto Filippo Francioni Giocomo Piccini | Racing Box              | +10 Runden  |
| 3    | 8      | Karim Ojjeh Claude-Yves Gosselin Philipp Peter   | G.A.C. Racing Team      | +10 Runden  |
| GT1  | Gesamt | Fahrer                                           | Team                    | Zeit        |
| 1    | 14     | Patrice Goueslard Yann Clairay Julien Jousse     | Luc Alphand Aventures   | +21 Runden  |
| 2    | 23     | Roland Berville Sébastian Dumez Stéphane Lemeret | Larbre Compétition      | +43 Runden  |
| 3    | -      | nicht vergeben                                   | -                       | -           |
| GT2  | Gesamt | Fahrer                                           | Team                    | Zeit        |
| 1    | 15     | Robert Bell Gianmaria Bruni                      | JMW Motorsport          | +25 Runden  |
| 2    | 19     | Raymond Narac Patrick Pilet                      | IMSA Performance Matmut | +25 Runden  |
| 3    | 20     | Antonio García Jaime Melo Leo Mansell            | Team Modena             | +26 Runden  |

Auf dem Autódromo Internacional do Algarve fand am 2. August der dritte Lauf der Le Mans Series 2009 statt und ging über eine Distanz von 215 Runden. Dabei wurde eine Distanz von 1000,395 km zurückgelegt.
Auf dem Ende 2008 fertiggestellten Kurs holte Nicolas Lapierre die Pole-Position mit einer Rundenzeit von 1:31.020. Daneben qualifizierte Stefan Mücke den Lola-Aston Martin des Werksteams. In der LMP2 umrundete Olivier Pla den Kurs mit 1:34.296 und startete das Rennen als schnellster LMP2-Pilot von der zehnten Position. Die Bestzeiten mit 1:42.052 und 1:44.804 gingen an Yann Clairay in der GT1 und Richard Lietz in der GT2.
Am Start kann sich Nicolas Lapierre leicht von Stefan Mücke absetzen. Mücke überholt Lapierre jedoch nach 30 Minuten, der kurz darauf zur Reparatur am Wagen an die Box muss. Mücke führt nun bis zum absolvierten Boxenstopp, danach geht Jean-Christophe Boullion nach einem Fahrfehler von Stefan Mücke in Führung. Boullion und Tinseau können in der Folgezeit ihre Position ausbauen, geben die Führung bis zum Rennende mehrmals kurzfristig wegen unterschiedlicher Boxenstopp-Strategien ab. Nach absolvierten 215 Runden wird der Wagen von Pescarolo Sport als Sieger abgewinkt, gefolgt von Aston Martin Werksteam und beiden Fahrzeugen von ORECA.
Beim Rennstart in der LMP2, kann Oliver Pla seine Pole-Position in eine Klassenführung umwandeln, zunächst dicht verfolgt von Philipp Peter im Zytek von G.A.C. Racing Team. Im folgenden Rennverlauf kann sich Pla und später Miguel Amaral deutlich vom restlichen LMP2-Feld absetzen, während die Verfolger von G.A.C. Racing Team ihren zweiten Klassenrang in der letzten Rennstunde an die Racing-Box-Mannschaft von Andrea Ceccato, Filippo Francioni und Giocomo Piccini verlieren.
Im mit lediglich zwei Fahrzeugen besetzten GT1-Feld kann sich Patrice Goueslard in Führung setzen. Stéphane Lemeret kann dem Titelverteidiger Goueslard nicht folgen, nach dem Fahrerwechsel muss Roland Berville rund 150 Minuten nach Rennbeginn unplanmäßig die Box aufsuchen. Bei den folgenden Reparaturen verliert das Verfolgerteam mehrere Runden. Die Mannschaft von Luc Alphand hingegen kann ohne größere Probleme durchfahren und beendet mit einem Start-Ziel-Klassensieg das Rennen auf dem 14. Gesamtrang.
In der GT2 fährt in der ersten Kurve Francisco Cruz Martins auf Teamkollege Richard Lietz auf. Während für Martins das Rennen nach wenigen Metern beendet ist, kann Lietz den Porsche zur Reparatur die Box anfahren. Die Führung geht in der Zwischenzeit an Markenkollege Patrick Pilet, der den Wagen nach zwei Stunden an Teambesitzer Raymond Narac übergibt. Bei dem Fahrerwechsel wird der beschädigte Splitter repariert, dadurch fällt Narac bis zur Ausfahrt aus den Boxen auf den dritten Platz, hinter den beiden Ferraris von JMW Motorsport und Team Modena zurück. Diese führen in der Folgezeit das GT2-Feld an. Letztlich können sich Robert Bell und Gianmaria Bruni jedoch gegen das Fahrertrio von Team Modena durchsetzen, die ihrerseits die zweite Position an Narac und Pilet verlieren.

### 1000km Nürburgring
| LMP1 | Gesamt | Fahrer                                           | Team                   | Zeit        |
| ---- | ------ | ------------------------------------------------ | ---------------------- | ----------- |
| 1    | 1      | Jan Charouz Tomáš Enge Stefan Mücke              | Aston Martin Racing    | 5:57:26,595 |
| 2    | 2      | Harold Primat Darren Turner                      | Aston Martin Racing    | +1:04,856 s |
| 3    | 3      | Chris Buncombe Stuart Hall Miguel Ramos          | AMR East Europe        | +2 Runden   |
| LMP2 | Gesamt | Fahrer                                           | Team                   | Zeit        |
| 1    | 6      | Miguel Amaral Olivier Pla                        | Quifel ASM Team        | +6 Runden   |
| 2    | 7      | Andrea Cecatto Filippo Francioni Giocomo Piccini | Racing Box             | +8 Runden   |
| 3    | 8      | Mathieu Lahaye Karim Ajlani                      | Oak Racing             | +10 Runden  |
| GT1  | Gesamt | Fahrer                                           | Team                   | Zeit        |
| 1    | 23     | Roland Berville Sébastian Dumez Laurent Groppi   | Larbre Compétition     | +27 Runden  |
| 2    | 29     | Patrice Goueslard Yann Clairay Julien Jousse     | Luc Alphand Aventures  | +57 Runden  |
| 3    | -      | nicht vergeben                                   | -                      | -           |
| GT2  | Gesamt | Fahrer                                           | Team                   | Zeit        |
| 1    | 13     | Marc Lieb Richard Lietz                          | Team Felbermayr-Proton | +21 Runden  |
| 2    | 14     | Tom Coronel Jaroslav Janiš                       | Snoras Spyker Squadron | +22 Runden  |
| 3    | 15     | Pierre Ehret Anthony Beltoise Dominik Farnbacher | Farnbacher Racing      | +22 Runden  |

Das 1000-km-Rennen auf dem Nürburgring fand am 23. August 2009 auf dem Grand-Prix-Kurs in der Eifel statt und ging über eine Distanz von 1001,715 km, dabei wurde der Kurs 195-mal umrundet.
In der Qualifikation sicherte sich das Werksteam von Aston Martin die erste Startreihe, wobei Stefan Mücke mit einer Rundenzeit von 1:41.944 das Feld ins Rennen anführte. In der LMP2 ging die Pole-Position an Olivier Pla, er umrundete den Kurs in 1:45.578 und startete damit auf dem 9. Gesamtrang. In der GT1 holte der Franzose Laurent Groppi den besten Startplatz, während Pierre Kaffer in der GT2 seinem Reifenhersteller Hankook die erste Pole-Position in der Serie einbrachte.
Beim Start des Rennens führt Stefan Mücke vor Darren Turner und Andrea Belicchi. Mücke kann sich vor allem nach dem ersten Boxenstopp von Turner absetzen. Nach den später folgenden Fahrerwechseln führt weiterhin der Lola-Aston Martin mit der Startnummer 007, nun pilotiert von Jan Charouz. Dahinter fahren Teamkollege Harold Primat und bis 15 Minuten vor Absolvieren der Rennhalbzeit Nicolas Prost. Prost muss mit seinem Fahrzeug jedoch unplanmäßig die Box ansteuern und fällt aufgrund von Reparaturarbeiten weit zurück. Den Platz übernimmt der dritte Lola-Aston Martin von Stuart Hall. Zwei Stunden vor Rennende überholt Darren Turner das bis dahin führende Schwesterauto. Nach dem letzten Fahrerwechsel muss Harold Primat 30 Minuten vor Rennende nochmal die Box aufsuchen, Teamkollege Stefan Mücke übernimmt wieder die Führung und gewinnt so das Rennen vor den beiden anderen in Gulf-Oil-Farben gehaltenen Lola-Aston Martin.
In der LMP2 kann sich Olivier Pla beim Start von Philipp Peter absetzen, später übernimmt Thomas Erdos und nach den ersten Boxenstopps Jonny Kane die Verfolgerposition. Zur Rennhalbzeit fällt Jonny Kane durch technische Defekte zurück, Erdos mit Motorschaden komplett aus. Den zweiten Platz übernimmt Andrea Ceccato für das Racing Box Team. Bis zum Rennende können Pla und Amaral die Führung in der LMP2 auf zwei Runden ausbauen und gewinnen vor Ceccato, Filippo Francioni und Giacomo Piccini ihre Klasse.
In der lediglich zwei Fahrzeuge umfassenden GT1-Kategorie führt Laurent Groppi vor Yann Clairay. Das Team von Labre Compétition kann die Führung bis zur Rennhalbzeit halten, Roland Berville muss sich dann jedoch seinem Landsmann Patrice Gouslard geschlagen geben. Eine Stunde später muss Berville mit Bremsproblemen an die Box. Aber auch Luc Alphand Aventures muss in Folgezeit ein Ventil am Motor der Corvette wechseln. Labre kann ihre Reparaturarbeiten schneller abschließen und siegt in der GT1-Kategorie. Luc Alphand Aventures indes können ihren Wagen rechtzeitig wieder auf die Strecke schicken, um noch klassifiziert zu werden und werden damit Zweiter der GT1.
Beim Rennstart geht Pierre Kaffer in der GT2 in Führung, gefolgt von Markenkollegen Antonio García und Gianmaria Bruni. Bis zum ersten Boxenstopp fällt Kaffer auf den vierten Rang zurück, in Führung liegt nun Gianmaria Bruni. Nach zwei Stunden wird der Ferrari von Bruni und Robert Bell mit Problemen mit der Kraftübertragung an die Box geschoben. Die Spitze übernimmt Toni Vilander, gefolgt von Richard Lietz. Nach weiteren Boxenstopps mit Fahrerwechseln führt nun García, der die Führung bis zum nächsten Fahrerwechsel behaupten kann. Nach Übergabe an Leo Mansell überholt Marc Lieb, Mansell wird vor dem Beginn der letzten Rennstunde zudem vom Courage-ORECA-Pilot Franck Mailleux von der Strecke gedrängt und verliert mehrere Runden im Kiesbett. Parallel dazu kommt es zum Zweikampf zwischen Anthony Beltoise und Tom Coronel um die weiteren Podiumsplatzierungen. Dabei kollidieren die beiden Kontrahenten und Beltoise muss wegen des Zusammenstoßes zur Stop-and-Go-Strafe an die Box. Den daraus resultierenden Rückstand kann Beltoise in Folge nicht komplett aufholen und beendete das Rennen hinter Lieb und Coronel auf dem dritten Rang.

### 1000km Silverstone
| LMP1 | Gesamt | Fahrer                                          | Team                     | Zeit        |
| ---- | ------ | ----------------------------------------------- | ------------------------ | ----------- |
| 1    | 1      | Olivier Panis Nicolas Lapierre                  | Team ORECA-Matmut AIM    | 5:29:12,688 |
| 2    | 2      | Andrea Belicchi Marcel Fässler Nicolas Prost    | Speedy Racing Team Sebah | +51,760 s   |
| 3    | 3      | Jan Charouz Tomáš Enge Stefan Mücke             | Aston Martin Racing      | +1:01,730 s |
| LMP2 | Gesamt | Fahrer                                          | Team                     | Zeit        |
| 1    | 8      | Benjamin Leuenberger Xavier Pompidou Jonny Kane | Speedy Racing Team Sebah | +5 Runden   |
| 2    | 10     | Thomas Erdos Mike Newton                        | RML                      | +9 Runden   |
| 3    | 11     | Jacques Nicolet Richard Hein                    | Oak Racing               | +11 Runden  |
| GT1  | Gesamt | Fahrer                                          | Team                     | Zeit        |
| 1    | 19     | Peter Kox Ryan Sharp                            | Gigawave Motorsport      | +20 Runden  |
| 2    | 21     | Roland Berville Sébastian Dumez Laurent Groppi  | Larbre Compétition       | +21 Runden  |
| 3    | 22     | Patrice Goueslard Yann Clairay Julien Jousse    | Luc Alphand Aventures    | +22 Runden  |
| GT2  | Gesamt | Fahrer                                          | Team                     | Zeit        |
| 1    | 23     | Robert Bell Gianmaria Bruni                     | JMW Motorsport           | +23 Runden  |
| 2    | 24     | Tom Coronel Jaroslav Janiš                      | Snoras Spyker Squadron   | +25 Runden  |
| 3    | 25     | Raymond Narac Patrick Pilet                     | IMSA Performance Matmut  | +25 Runden  |

Das 1000-km-Rennen von Silverstone fand am 13. September 2009 statt und ging über eine Distanz von 195 Runden à 5,140 km, also insgesamt 1002,43 km.
Die schnellste Runde in der Qualifikation der LMP1 drehte Nicolas Lapierre mit 1:32,798, damit blieb er auch der einzige Fahrer 2009 unter der 1:33-Marke. Die Bestzeit der LMP2 sicherte sich Olivier Pla, der den Kurs in 1:36,092. In der GT1 behielt Laurent Groppi mit 1:45,714 die Oberhand. Die letzte GT2-Pole 2009 ging mit einer Rundenzeit von 1:48,638 an Richard Lietz.
Stefan Mücke setzt beim Rennstart gegen Nicolas Lapierre durch und geht in Führung. Jean-Christophe Boullion, der nach einem unerlaubten Reifenwechsel vor Rennbeginn auf die letzte Startposition versetzt wurde, kämpft sich in 45 Minuten durch das gesamte Feld und führt nun vor Stefan Mücke. Bis zum zweiten Boxenstopp kann auch der ORECA von Olivier Panis an nun im Wagen sitzenden Jan Charouz vorbeigehen. 40 Minuten nach den regulären Boxenstopps muss Boullions Teamkollege Christophe Tinseau unplanmäßig die Box aufsuchen, um größere Reparaturen am Wagen vornehmen zu lassen. Panis geht in Führung, gefolgt von Jan Charouz. Im Laufe der zweiten Rennhälfte setzt sich Marcel Fässler an die zweite Position und baut den Abstand zum Trio Mücke, Charouz und Tomáš Enge weiter aus. Als der Führende Lapierre beim letzten Stopp wieder an Panis übergibt, wird die Motorhaube unplanmäßig gewechselt. Fässler geht kurzzeitig in Führung, muss aber selbst bei seinem Boxenstopp die Lüftungsgitter tauschen, so dass Panis 15 Minuten vor Rennende wieder an der ersten Position liegt und das Rennen gewinnt.